# محترم‌آباد
محترم‌آباد،(بلوچی: مُهتَراباد) روستایی در بخش کتیج شهرستان فنوج در استان سیستان و بلوچستان ایران است. این روستا، مرکز دهستان محترم‌آباد است. 

## موقعیت جغرافیایی
وضع طبیعی محترم‌آباد به صورت دشتی است. این روستا بر سر محور اصلی فنوج_بندرعباس قرار دارد. آب و هوای محترم‌آباد در تابستان گرم و خشک و در زمستان خنک و ملایم است. محترم‌آباد در ۴۵ کیلومتری فنوج، مرکز شهرستان فنوج و ۵۳۰ کیلومتری زاهدان،مرکز استان سیستان و بلوچستان و ۱۵۶۵ کیلومتری تهران، پایتخت ایران قرار دارد. محترم‌آباد از شرق به فنوج از غرب به شهرستان قلعه‌گنج (در استان کرمان) از شمال به بخش جلگه چاه هاشم (از توابع شهرستان دلگان) از جنوب به روستای پوتر و کوه‌های پوتر، ذرتی، پوزک، سفیدسر  محدود می شود.

## جمعیت
بر پایه سرشماری عمومی نفوس و مسکن ایران در سال 1403 جمعیت محترم‌آباد برابر با ۵,۰۰۰ نفر (۱,۰۰۰ خانوار) بوده‌است.
جمعیت محترم‌آباد براساس سرشماری عمومی نفوس و مسکن در سال ۱۳۹۵ از ۱۵ شهر استان بیشتر است.
- منبع:فهرست شهرهای استان سیستان و بلوچستان

| ردیف | نام شهر          | شهرستان     | جمعیت سال ۹۵ |
| ---- | ---------------- | ----------- | ------------ |
| ۱    | ساربوک           | قصرقند      | ۲٬۴۴۸        |
| ۲    | سیرکان           | سراوان      | ۲٬۱۹۶        |
| ۳    | چانف             | نیک‌شهر      | ۲،۲۹۷        |
| ۴    | سرباز            | سرباز       | ۲٬۰۲۰        |
| ۵    | قاسم‌آباد (بمپور) | بمپور       | ۱،۸۴۷        |
| ۶    | سرجنگل           | زاهدان      | ۱٬۷۹۰        |
| ۷    | ریگ ملک          | میرجاوه     | ۱٬۶۸۸        |
| ۸    | هیدوچ            | سیب و سوران | ۱٬۶۷۴        |
| ۹    | قرقری            | هیرمند      | ۱٬۳۲۹        |
| ۱۰   | پلان             | چابهار      | ۱٬۰۴۴        |
| ۱۱   | ده رئیس          | خاش         | ۷۶۵          |
| ۱۲   | جزینک            | زهک         | ۶۷۶          |
| ۱۳   | لادیز            | میرجاوه     | ۴۶۴          |
| ۱۴   | شهر جدید رامشار  | هامون       | ۲۴۵          |
| ۱۵   | شهر جدید تیس     | کنارک       | ۱۶۵          |

## ارتقا به بخش
یكی از خواسته های مهم مردم دهستان محترم‌آباد، ارتقای این دهستان به بخش و ارتقای محترم‌آباد به شهر است. مقامات محلی بارها قول پیگیری در زمینه ارتقای دهستان را به بخش داده اند، اما تا کنون به نتیجه ای نرسیده است؛ مردم دهستان امید دارند روزی برسد که دهستان به بخش ارتقا پیدا کند، تا بودجه بیشتری بهش تعلق بگیرد و شهری ایمن و آباد شود، شهرستان فنوج به دلیل وسعتش علاوه بر بخش مرکزی به سه بخش دیگر نیاز دارد، در سفر فرماندار وقت (خانم شیرخانزهی) در خرداد 1404 به تهران قرار شد دهستان مسکوتان به بخش ارتقا پیدا کند، و امید است بعد از دهستان مسکوتان، دهستان محترم‌آباد نیز به بخش ارتقا یابد.  

## نامگذاری
از آنجایی که مردم محترم‌آباد افرادی زحمت کش و محترم بوده اند محترم‌آباد با این نام مشهور می شود.

## مردم شناسی
می شود گفت که کل جمعیت محترم‌آباد را مردم بلوچ و سنی مذهب که به زبان بلوچی سخن می گویند تشکیل می دهد. 

## اقوام
از طوایف و فامیل های محترم آباد می توان به طایفه های زیر اشاره کرد:
•نارویی
•قاضی‌زاده
•رئیسی
•سابکی
•میری
•میرانی
•هوت
•درزاده
•مختاری
•ملازهی
•حیدری
•نصرتی
•چاکری
•غلامی
•زبردستی
•کدخدایی 
•خالصی

## مشکلات

### •کمبود آب
مهم ترین دلایل کمبود آب در محترم آباد: 
1.چاه های غیر مجاز بخوص چاه های حفر شده در روستاهای بالا دست محترم آباد 
2.بارش کم
3.استفاده از آبیاری سنتی
4.عدم ساخت سد مناسب؛ مهم ترین رود هایی که از محترم آباد عبور می کنند و تاثیر زیادی بر چاه های محترم آباد دارند به ترتیب سه رود گزان، مُردان و پوتر، و هستند، بر روی رودخانه گزان که از شمال محترم آباد عبور می کند هیچ سدی ایجاد نشده و این ناراحت کننده است زیرا این رود خانه پر آب ترین رودخانه محترم آباد است و همچنین بر روی رودخانه مُردان که از جنوب محترم آباد عبور میکند  یک سد بسیار کوچک ساخته شده که زود پر شده و آب چندان زیادی را در خود نگه نمی دارد. 
•اختصاص بودجه کم
•برداشت بی رویه شن و ماسه از رودخانه ها
•عدم ارتقای محترم آباد به شهر
•عدم وجود آتشنشانی
 •عدم وجود بانک
•عدم وجود آمبولانس

## صنایع دستی
•سوزن‌دوزی بلوچی
•حصیر بافی
• گلیم‌بافی

## غذا ها و خوراکی های محلی ‌
•حرام بلوچی (ترشی محلی)
•شیلانچ محلی
•تباهگ
•پِست
•چَنگال

## کشاورزی و دامداری
کشاورزی:
از مهمترین محصولات کشاورزی محترم‌آباد می توان به انواع مختلف خرما و انار و پرتقال و تنباکو و باقلا و مرکبات و ...اشاره کرد.
 دامداری:
 در محترم‌آباد بز گاو گوسفند پرورش داده می شود.
 در محترم‌آباد ماهی نیز پرورش داده می شود.

## مکان های دیدنی
•نخلستان محترم آباد
•برجک (رودخانه گزان) 
•مسجد جامع
•چشمه های کوه های پوزک و سفیدسر
•دشت گزنورگل

## جستار وابسته
- دهستان محترم‌آباد
- استان سیستان و بلوچستان
- مردم بلوچ
- شهرستان فنوج

## فاصله محترم‌آباد تا شهرهایاستان
| نام شهر                   | فاصله (کیلومتر) |
| ------------------------- | --------------- |
| زاهدان                    | ۵۳۰             |
| ایرانشهر                  | ۲۰۵             |
| زابل                      | ۷۴۰             |
| چابهار                    | ۳۲۱             |
| سراوان                    | ۴۳۳             |
| خاش                       | ۳۵۷             |
| کنارک                     | ۳۰۰             |
| جالق                      | ۵۱۴             |
| نیک‌شهر                    | ۱۸۳             |
| پیشین                     | ۳۵۵             |
| فنوج                      | ۴۵              |
| سوران (سیب و سوران)       | ۳۸۸             |
| مهرستان                   | ۳۳۰             |
| بمپور                     | ۲۱۶             |
| قصرقند                    | ۲۴۵             |
| محمدان                    | ۲۲۳             |
| گلموتی                    | ۳۰۷             |
| راسک                      | ۳۶۷             |
| میرجاوه                   | ۴۶۷             |
| دوست‌محمد                  | ۷۷۰             |
| بنت                       | ۱۰۳             |
| نگور                      | ۳۷۰             |
| محمدی (سراوان)            | ۴۴۱             |
| نوک آباد                  | ۴۲۰             |
| نصرت آباد (زاهدان)        | ۶۳۳             |
| بزمان                     | ۲۹۱             |
| گشت (سراوان)              | ۴۴۱             |
| علی‌اکبر (هامون)           | ۷۴۴             |
| اسپکه                     | ۱۲۷             |
| اسماعیل آباد (خاش)        | ۳۶۸             |
| بندربریس                  | ۳۷۶             |
| زرآباد                    | ۲۴۶             |
| سیب (سیب و سوران)         | ۴۰۱             |
| آشار                      | ۳۶۸             |
| ادیمی (نیمروز)            | ۷۵۰             |
| محمدآباد (هامون)          | ۷۲۰             |
| کتیج                      | ۱۳              |
| پارود (راسک)              | ۲۲۳             |
| اسفندک (سراوان)           | ۴۹۴             |
| چگرد (جلگه چاه هاشم)      | ۷۰              |
| ساربوک (قصرقند)           | ۲۲۶             |
| چانف                      | ۱۷۳             |
| سیرکان                    | ۴۶۶             |
| سرباز (سیستان و بلوچستان) | ۳۰۸             |
| قاسم‌آباد (بمپور)          | ۲۰۰             |
| سرجنگل                    | ۵۰۵             |
| ریگ ملک                   | ۵۱۰             |
| هیدوچ                     | ۳۸۳             |
| قرقری (هیرمند)            | ۷۸۵             |
| پلان (چابهار)             | ۳۶۷             |
| ده رئیس (خاش)             | ۲۸۸             |
| جزینک (زهک)               | ۷۳۵             |
| لاریز (میرجاوه)           | ۴۵۰             |
| شهر جدید رامشار (هامون)   | ۷۰۰             |
| شهر جدید تیس              | ۳۱۵             |

## فاصله محترم‌آباد تا (برخی) روستاهایدهستان
| نام روستا    | فاصله (کیلومتر) | خاکی/آسفالت      |
| ------------ | --------------- | ---------------- |
| هیکان        | 2               | آسفالت           |
| کوسیچی بالا  | 6               | خاکی             |
| میحان        | 6               | خاکی             |
| ذرتی         | 30              | خاکی (صعب‌العبور) |
| پوتر         | 6               | خاکی             |
| کمشهر پایین  | 5               | آسفالت           |
| کمشهر بالا   | 6               | آسفالت           |
| اسماعیل آباد | 10              | آسفالت           |
| گسپردن       | 16              | آسفالت           |
| کلدانک       | 12              | آسفالت           |
| مدانچ        | 8               | آسفالت           |
| سولکوک       | 17              | خاکی             |
| تیغاب        | 20              | خاکی             |